# Paolo Calione
Paolo Fabrizio Calione Fuentes (Canelones, 22 maggio 2006) è un calciatore uruguaiano, difensore del Nacional.

## Carriera

### Club
Cresciuto nel settore giovanile del Nacional, ha debuttato in prima squadra il 16 marzo 2025 nell'incontro di Primera División vinto 1-0 contro il Racing Montevideo; nel corso del medesimo anno esordisce inoltre anche nelle competizioni CONMEBOL per club, prendendo parte alla Coppa Libertadores.

### Nazionale
Ha giocato nella nazionale uruguaiana Under-17.
Ha giocato nella nazionale Under-20 uruguaiana, con la quale in seguito nel 2025 ha anche preso parte al campionato sudamericano di categoria.

## Statistiche

### Presenze e reti nei club
Statistiche aggiornate al 16 maggio 2025.
| Stagione        | Squadra         | Campionato      | Campionato | Campionato | Coppe nazionali | Coppe nazionali | Coppe nazionali | Coppe continentali | Coppe continentali | Coppe continentali | Altre coppe | Altre coppe | Altre coppe | Totale | Totale | Totale |
| Stagione        | Squadra         | Comp            | Pres       | Reti       | Comp            | Pres            | Reti            | Comp               | Pres               | Reti               | Comp        | Pres        | Reti        | Pres   | Reti   |        |
| --------------- | --------------- | --------------- | ---------- | ---------- | --------------- | --------------- | --------------- | ------------------ | ------------------ | ------------------ | ----------- | ----------- | ----------- | ------ | ------ | ------ |
| 2025            | Nacional        | PD              | 3          | 0          | CU              | 0               | 0               | CL                 | 5                  | 0                  | SU          | 0           | 0           | 8      | 0      |        |
| Totale carriera | Totale carriera | Totale carriera | 3          | 0          |                 | 0               | 0               |                    | 5                  | 0                  |             | 0           | 0           | 8      | 0      |        |

## Palmarès

### Club

#### Competizioni nazionali
- Supercopa Uruguaya: 1

Nacional: 2025